# Lewisville (Carolina del Nord)
Lewisville è una città degli Stati Uniti d'America situata nella Carolina del Nord, nella Contea di Forsyth.